# Kambodzsai Nemzeti Egység Királyi Kormánya
A  Kambodzsai Nemzeti Egység Királyi Kormánya, vagy francia megnevezése után GRUNK (Gouvernement Royal d'Union Nationale du Kampuchéa) Kambodzsa száműzetésben megalakított kormányát takarta, amely 1970 és 1976 között működött Pekingben. Hivatalosan 1975 és 1976 között a GRUNK-kormány irányította Kambodzsát.
A GRUNK-kormány a Kambodzsai Nemzeti Egységfront nevet viselő koalíción alapult, amelynek tagjai voltak a száműzött Szihanuk herceg támogatói, valamint a Kambodzsai Kommunista Párt tagjai (közismert nevükön vörös khmerek). A GRUNK-kormány kínai támogatással alakult meg nem sokkal azután, hogy az 1970-es kambodzsai hatalomátvétel során Szihanukot elmozdították államfői posztjáról. A vörös khmerek a Lon Nol tábornok vezette puccsig gerillaháborút folytattak Szihanuk rendszere ellen.

## A GRUNK megalakulása
1970 márciusában a külföldi látogatáson tartózkodó Szihanukot saját kormányának tagjai fosztották meg posztjától. A hatalomátvételben részt vett Lon Nol miniszterelnök, Sziszovath Szirik Matak herceg, a király unokaöccse, illetve In Tam.
Szihanuk saját elmondása szerint a Moszkvából Pekingbe tartó repülőút alatt döntötte el a nemzeti egységfront létrehozását. Pekingbe érve azonnal rádióüzenetben fordult a kambodzsaiakhoz, és nemzeti felkelésre buzdította azokat a puccsisták ellen, valamint bejelentette a nemzeti egységkormány megalakítását. A rádióadást utáni harmadik napon kapta meg három vörös khmer vezető (Hou Juon, Hu Nim és Khieu Szamphan üzenetét, amelyben támogatásukról biztosították.
A valóságban ez kicsit másként történt: Pekingbe érkezése után Szihanuk bizonytalan volt azzal kapcsolatban, hogyan reagáljon a hatalomátvétel hírére. Csak Pham Van Dong észak-vietnámi és Csou En-laj kínai miniszterelnökkel - Szihanuk régi támogatójával - folytatott március 21-ei titkos értekezlet után hozta meg a döntést, hogy szövetséget köt azokkal a kambodzsai kommunistákkal, akikkel az ezt megelőző évtizedben fegyveres harcot folytatott. Döntésében feltehetően közrejátszott a Lon Nol elleni bosszúvágy, személyes büszkesége, illetve annak gyanúja, hogy az az amerikai kormány támogatta a puccsot. Szihanuk később így kommentálta döntését: "Választottam, hogy sem az amerikaiakkal, sem a kommunistákkal nem tartok. (...) Lon Nol volt az, aki választásra kényszerített közöttük." A GRUNK megalakulását május 5-én jelentették be és a száműzetésben lévő kormányt Kína azonnal elismerte.
A nemzeti egységkormány megalakításának legnagyobb nyertese a vörös khmer volt, mivel így egyrészt nemzetközi elismerést nyerhettek maguknak, másrészt ezt követően számíthattak a túlnyomórészt konzervatív, monarchista kambodzsai parasztság támogatására a Lon Nol által létrehozott Kambodzsai Köztársaság elleni harcukban. A kommunista haderő létszámát jelentős számú vidéki önkéntes jelentkezése növelte, akiket felbátorított Szihanuk részvétele és felháborított az amerikai légierő által véghezvitt bombázások. Kezdetben Szihanuk számára is előnyös volt a szövetség a kommunistákkal, hiszen így folytathatta a hatalom visszaszerzéséért folyó harcot, másrészt maga mögött tudhatta a kommunistákkal rokonszenvező észak-vietnámi (amely jelentős területeket tartott megszállás alatt) és Kína támogatását. Elképzelhető, hogy Szihanuk tisztában volt azzal, hogy idővel a Vörös Khmer keményvonalas tagjai eltávolítását fogják követelni, ezért terve arra alapulhatott, hogy idővel megnyeri majd magának az amerikaiak támogatását és már nem lesz szüksége a kommunistákra. Mivel azonban Nixon elnök kormánya nyíltan kiállt Lon Nol mellett, ez eléggé valószínűtlennek tűnt.

## Összetétele
A nemzeti egységkormányt hivatalosan Szihanuk király vezette, mint államfő. A miniszterelnöki posztra a mérsékelt, centrista politikust és ügyvédet, Szihanuk politikai tanácsadóját, Penn Nouthot nevezték ki, aki már számos alkalommal töltötte be ezt a posztot a francia gyarmati megszállás, majd utána a Szihanuk által létrehozott Szangkum mozgalom alatt. A miniszterelnök-helyettesi, hadügyi posztot a Khmerek által "felszabadított" területen tartózkodó Khieu Szamphan töltötte be, aki egyben a GRUNK fegyveres erőinek főparancsnoka is volt. Hou Yuon, aki népszerű és a kommunisták között eléggé liberális nézeteket képviselő politikusnak számított, szintén több tárcát kapott, többet között a mezőgazdasági szövetkezetekért volt felelős, míg Hu Nim lett a kormány tájékoztatási minisztere. Nouth, Szamphan, Yuon és Nim mind ismert és eléggé népszerű politikusnak számított Kambodzsában, különösen a két utolsó, akik gyakran szólaltak fel a kambodzsai parasztok jogainak érdekében.
Ezek ellenére a tényleges hatalom, a fegyveres erők feletti ellenőrzés Szaloth Szár kezében volt, akinek létezését (a Vörös Khmer felső vezetéséhez tartozó Nuon Csea, Szon Szen és Ieng Sary létezésével együtt) a Khmerek lényegében titokban tartották. A GRUNK fegyveres erői, a Kambodzsai Nép Nemzeti Felszabadítási Hadserege (CPNLAF) kezdetben gyenge volt, a harcok nagy részét a Kambodzsa egy részét megszállva tartó észak-vietnámi haderő folytatta a CPNLAF támogatásával.

## A Vörös Khmer térnyerése
1973 márciusában a CPNLAF sorozatos katonai sikereket aratott és Kambodzsa jelentős részét "felszabadította". Szihanuk király látogatást tett ezeken a területeken, ahol számos fényképen tűnt fel Szamphan, Yuon és Hu Nim társaságában, illetve lefényképezték Szaloth Szárral is, bár a királynak feltehetően nem volt sejtése arról, milyen fontos személlyel találkozott. Az amerikai vezetés kezdetben hamisítványnak minősítette a képeket, mivel mivel Szamphan, Yuon és Nim - a "Három Szellem" - az 1960-as években eltűntek a nyilvánosság elől és az amerikaiak azt hitték, hogy Szihanuk titkosrendőrsége végzett velük. Később filmfelvételeket is nyilvánosságra hoztak a király látogatásáról és bebizonyosodott, hogy a "Három Szellem" nagyon is életben van.
Bár látogatása során Szihanukot készakarva tartották távol a vidéki lakosságtól, a Vörös Khmert nagyon zavarta az a rajongás és áhítat, amellyel a kambodzsaiak a király visszatérését üdvözölték. 1973 folyamán a felszabadított zónában található, a királyhoz hű, illetve a szoros észak-vietnámi kapcsolatokkal rendelkező helyi tisztviselőket és katonai vezetőket csendben kezdték eltávolítani. A Khmer propagandagépezet ismét kritizálni kezdte Szihanukot, akit feudális figurának állítottak be. 1974-re a délnyugati zónában található erők (Ta Mok parancsnoksága alatt) elkezdték magukat Vörös Khmernek hívni (Khmer Krahom), a korábban használt Khmer Rumdo helyett. Hamarosan mindennapossá vált a politikai tisztogatás, az elnyomás, az erőltetett kollektivizáció a felszabadított területeken, különösen az ország nyugati részén, ahol a Vietnám-ellenes Khmerek kerültek hatalomra. A kormány dokumentumaiból egyre gyakrabban felejtették ki a "Királyi" megnevezést.
A nyilvánosság előtt Szihanuk király optimista maradt a kormány sorsát, illetve politikai irányvonalát illetően és azt nyilatkozta (elsősorban a nyugati kormányok megnyugtatása érdekében), hogy Khieu Szamphan "egy szocialista, akinek alapvető ideológiai nézetei megegyeznek a svéd miniszterelnökével". Ennek ellenére az amerikaiak továbbra is elutasították, illetve szűk körben már aggodalmát fejezte ki a Vörös Khmer szándékaival kapcsolatban: "ki fognak köpni, mint egy cseresznyemagot" mondta egy interjúban. Ezzel a GRUNK kínai támogatói is tisztában voltak: Csou En-laj figyelmeztette a francia nagykövetet, Étienne Manac'h-ot, hogy a háborúnak nagyon erőszakos vége lesz, ha az amerikaiak továbbra is semmibe veszik Szihanukot és bombázzák a kambodzsai lakosságot Lon Nol csapatainak érdekében. A figyelmeztetés ellenére az amerikai kormány továbbra sem támogatta Szihanukot és a kínaiak - vonakodva ugyan - egyre jobban a Vörös Khmert kezdték támogatni.

## A GRUNK győzelme, Khmer hatalomátvétel
A nemzeti egység kormányában a kommunisták teljes mértékben átvették a hatalmat 1975-re, és amikor április 17-én bevonultak Phnompenbe, nem is értesítették Szihanukot. A herceg először Észak-Koreába, Phenjanba utazott és csak Csou En-laj hosszas rábeszélése után, saját félelmei ellenére tért vissza Kambodzsába, hogy átvegye az államfői szerepet.
Szihanukot ünnepélyes körülmények között fogadták a kambodzsai fővárosban, de mélyen megrázták a városban látottak, a vörös khmer tisztogatásai. 1976 januárjában legfőbb pártfogója, Csou meghalt, és ezzel végletesen meggyengült hatalmi pozíciója. 1976 áprilisában lemondott tisztségéről, névleg a vörös khmer visszaélései miatti tiltakozásul. A király saját beszámolója szerint a kommunisták előbb rá akarták venni, hogy gondolja meg magát és maradjon, majd amikor a király ragaszkodott döntéséhez, házi őrizetbe helyezték, és helyére Khieu Szamphant ültették. A GRUNK miniszterelnöki posztját betöltő Penn Nouth-ot szintén elmozdították helyéről, és a Demokratikus Kambodzsa Képviselőházának első, 1976. április 11-13. között megtartott ülésén Pol Potot nevezték ki miniszterelnöknek.
A vörös khmer kormány hatalomra kerülése után a GRUNK megmaradt, Szihanukot támogató tagjait hamarosan letartóztatták és kivégezték, mint például Norodom Phurissara herceget, akit egy átnevelő táborba zártak és ott kínoztak halálra. A GRUNK igazságügyminisztere, Chea San, ugyanerre a sorsra jutott. A GRUNK-ban részt vevő Vörös Khmerek közül Hou Yuon 1975-re eltűnt és 1976-ban már szinte biztosan halott volt. A kommunista értelmiségi Hu Nim és Chau Seng tisztogatás áldozata lett és 1977-ben végezték ki őket a Tuol Sleng börtönben. Egyedül Khieu Szamphan élte túl ezt az időszakot és Pol Pot uralma alatt végig betöltötte a lényegében ceremoniális funkciókat ellátó államfői tisztséget.

## Fordítás
Ez a szócikk részben vagy egészben  a   GRUNK című angol Wikipédia-szócikk fordításán alapul.  Az eredeti cikk szerkesztőit annak laptörténete sorolja fel. Ez a jelzés csupán a megfogalmazás eredetét és a szerzői jogokat jelzi, nem szolgál a cikkben szereplő információk forrásmegjelöléseként.